# Spilar
Spilar is een Belgische folkgroep uit West-Vlaanderen. Ze hebben onder meer opgetreden op Folkfestival Dranouter en op de Gentse Feesten, en waren te gast in de Zevende Dag, waar ze een nummer van Willem Vermandere brachten. Ze werden op de Flanders Folk Awards tweemaal genomineerd voor Beste Liveband, in 2021 en in 2022.  

## Discografie

### Albums[7]
- Stormweere, Trad Records, 2020[8]
- Vandaag en Alle Dagen, Trad Records, 2024[9]

- International Standard Name Identifier: 0000 0005 0884 458X
- MusicBrainz: 01dde7c7-227b-4095-9a49-c83fcc32f518